# Tommy Bechmann
Pour les articles homonymes, voir Bechmann.
Tommy Bechmann est un footballeur danois né le 22 décembre 1981 à Aarhus. Il joue au poste d'attaquant.

## Palmarès
- VfL Bochum
  - Vainqueur de la 2.Bundesliga en 2006.
- SC Fribourg
  - Vainqueur de la 2.Bundesliga en 2009.

### Distinctions
- Meilleur buteur du Championnat du Danemark. (saison 2003-04)